# 索蒙航空

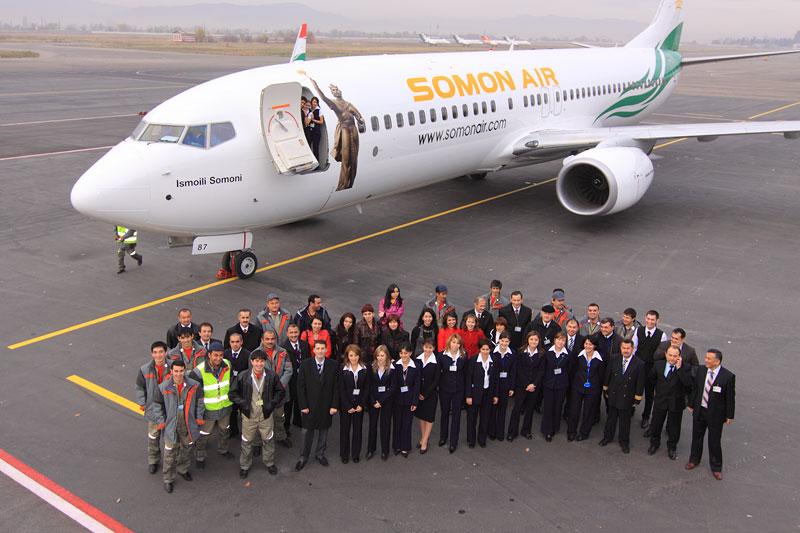
索蒙航空

索蒙航空是一家位于塔吉克斯坦的航空公司、为国际航空运输协会成员、总部位于杜尚别、经营为杜尚别国际机场。截至2018年5月、它在欧洲、亚洲、俄罗斯、中亚和中东地区飞航24个目的地与杜尚别、苦盏和库里亚布之间的航线。该公司也为塔吉克斯坦总统及塔吉克斯坦其他高级官员执行出访任务航班。
合作伙伴
由于全球化及国际化时代、全球航空公司之间关系变更密切、因此能让航空市场发展。索蒙航空与其他独联体、欧洲及亚洲许多航空公司已签订协议。2009年9月初索蒙航空已进入IATA。当2013年1月索蒙航空与14个参加BSP国家合作。目前已有179个参加BSP的国家及超过400多航空公司。
2013年4月索蒙航空进入国际航空运输协会 (IATA, International Air Transport Association) MITA。国际航空运输协会MITA协议简化所有参加者之间各种各样客运及货运手续。目前已有350航空公司参加此协议。同年该航司的IATA代码由4J改为原由中国西南航空使用的SZ。
2013年6月索蒙航空变成国际航空运输协会Clearing house成员。2017年9月索蒙航空已获得IATA成员。 国际航空运输协会信息交流中心提供具有竞争力的、无缝的、安全的服务、提供高效、准时的联运账户沉降全球航空公司、航空相关企业和旅行合作伙伴之间。
2008年2月5日索蒙航空航空公司开始经营经常杜尚别-莫斯科航班。
当成立后索蒙航空主要针对旅客服务和空运至东欧及其他地区。大多数航班经营为杜尚别国际机场。
索蒙航空航线
索蒙航空已成立24条国内外航线网络其中有（2018年4月）：
| 城市             | 国家             | 机场                     |
| ---------------- | ---------------- | ------------------------ |
| 阿拉木图         | 哈萨克斯坦       | 阿拉木图国际机场         |
| 新德里           | 印度             | 英迪拉·甘地國際機場      |
| 迪拜             | 阿拉伯联合酋长国 | 迪拜国际机场             |
| 杜尚别           | 塔吉克斯坦       | 杜尚别国际机场           |
| 法兰克福         | 德国             | 法兰克福机场             |
| 伊尔库茨克       | 俄国             | 国际机场伊尔库茨克       |
| 伊斯坦布尔       | 土耳其共和国     | 阿塔图尔克机场           |
| 喀山             | 俄国             | 喀山国际机场             |
| 苦盏             | 塔吉克斯坦       | 苦盏机场                 |
| 克拉斯诺达尔     | 俄国             | 克拉斯诺达尔国际机场     |
| 克拉斯诺亚尔斯克 | 俄国             | 克拉斯诺亚尔斯克国际机场 |
| 库洛布           | 塔吉克斯坦       | 库洛布国际机场           |
| 莫斯科           | 俄国             | 莫斯科多莫杰多沃机场     |
| 莫斯科           | 俄国             | 伏努科沃国际机场         |
| 新西伯利亚       | 俄国             | 托尔马切沃机场           |
| 奥伦堡           | 俄国             | 奥伦堡特森特拉尼机场     |
| 圣彼得堡         | 俄国             | 普尔科沃机场             |
| 索契             | 俄国             | 阿德勒索契国际机场       |
| 叶卡捷琳堡       | 俄国             | 科利佐沃国际机场         |
| 乌鲁木齐         | 中国             | 乌鲁木齐地窝堡国际机场   |

## 机队
截至2025年6月，索蒙航空机队如下：

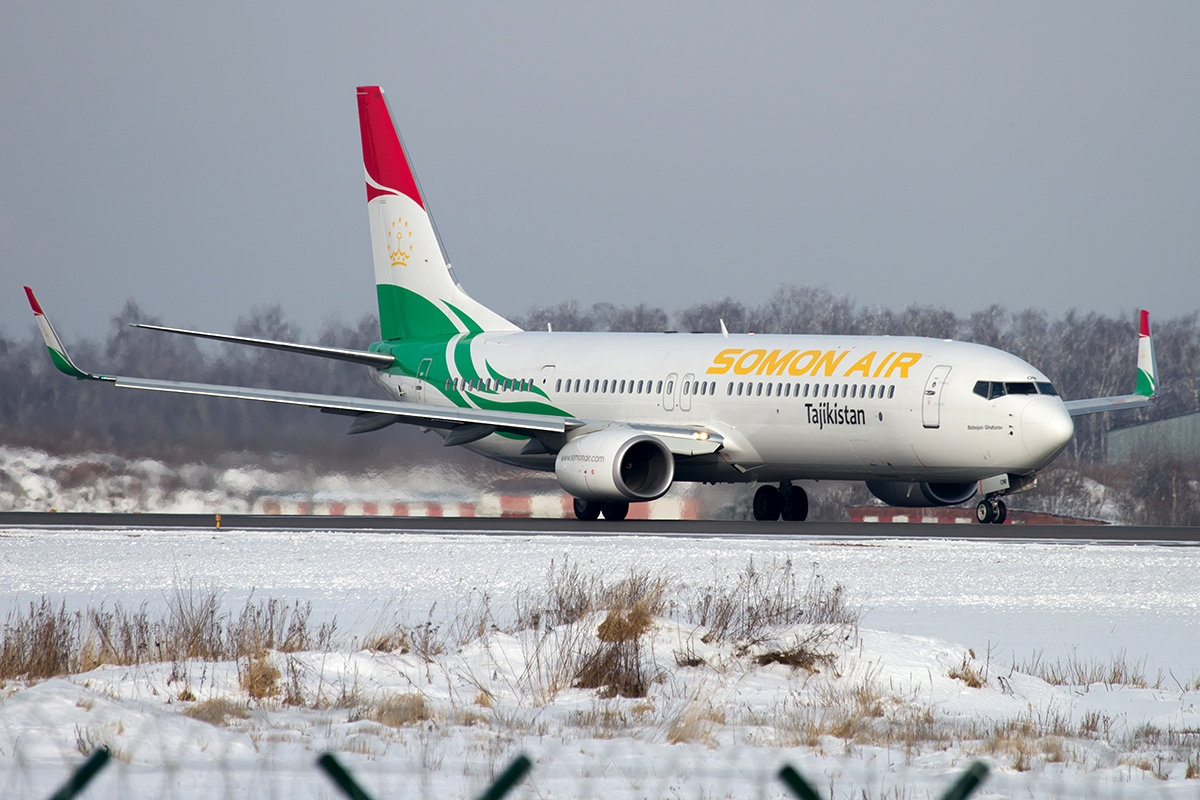
索蒙航空的波音737-900ER，摄于多莫杰多沃国际机场

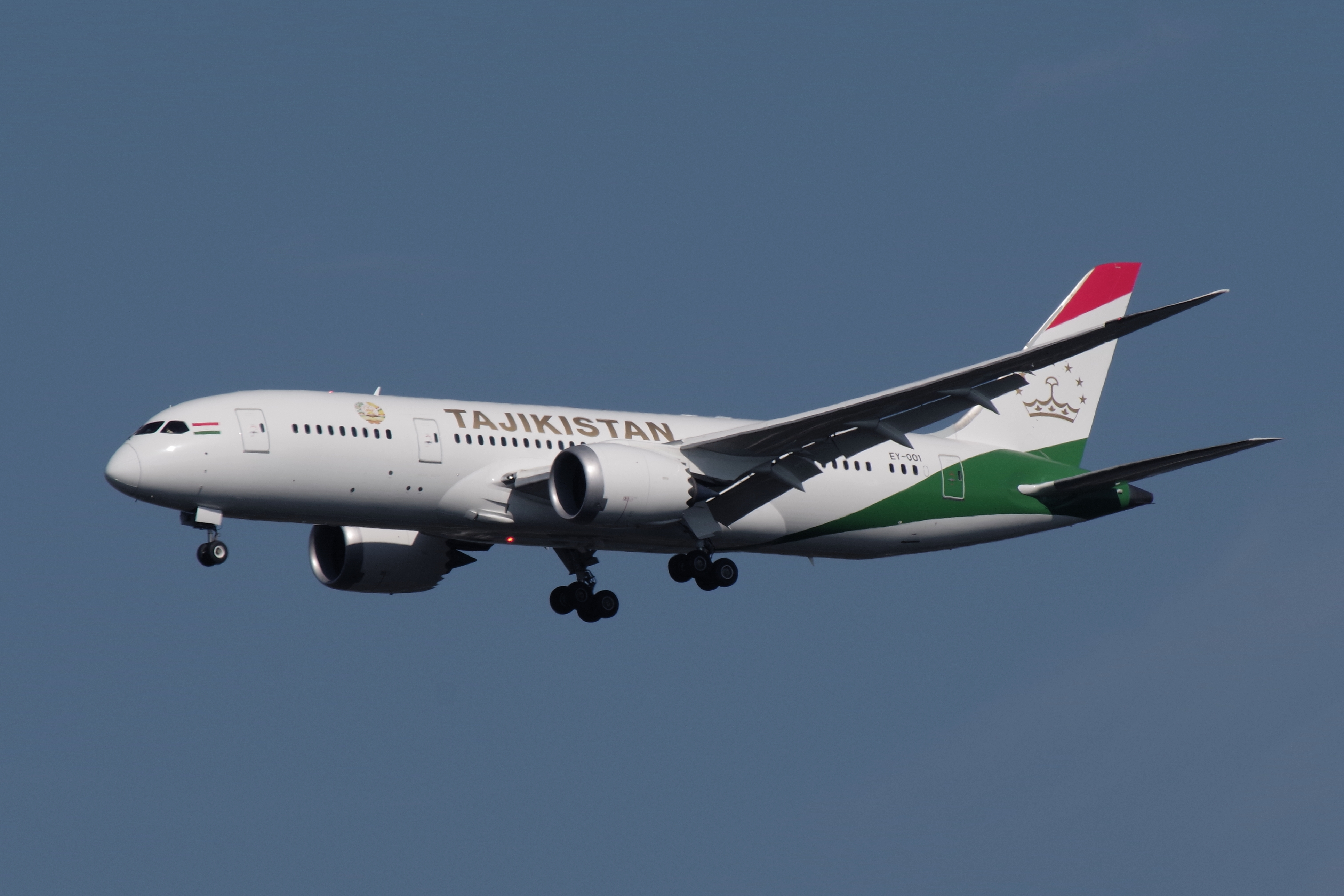
索蒙航空替塔吉克政府營運的波音787-8

索蒙航空开始运营时湿租一架波音737-800，其后增至两架，2010年春湿租第三架。2011年秋，索蒙航空引进两架波音737-900ER，成为中亚及独联体首个使用737-900系列的航空公司。